# Dabajuro
Dabajuro è un comune del Venezuela situato nello stato del Falcón.
Il capoluogo del comune è la città di Dabajuro.